# Wilhelm Dusche

Wilhelm Dusche

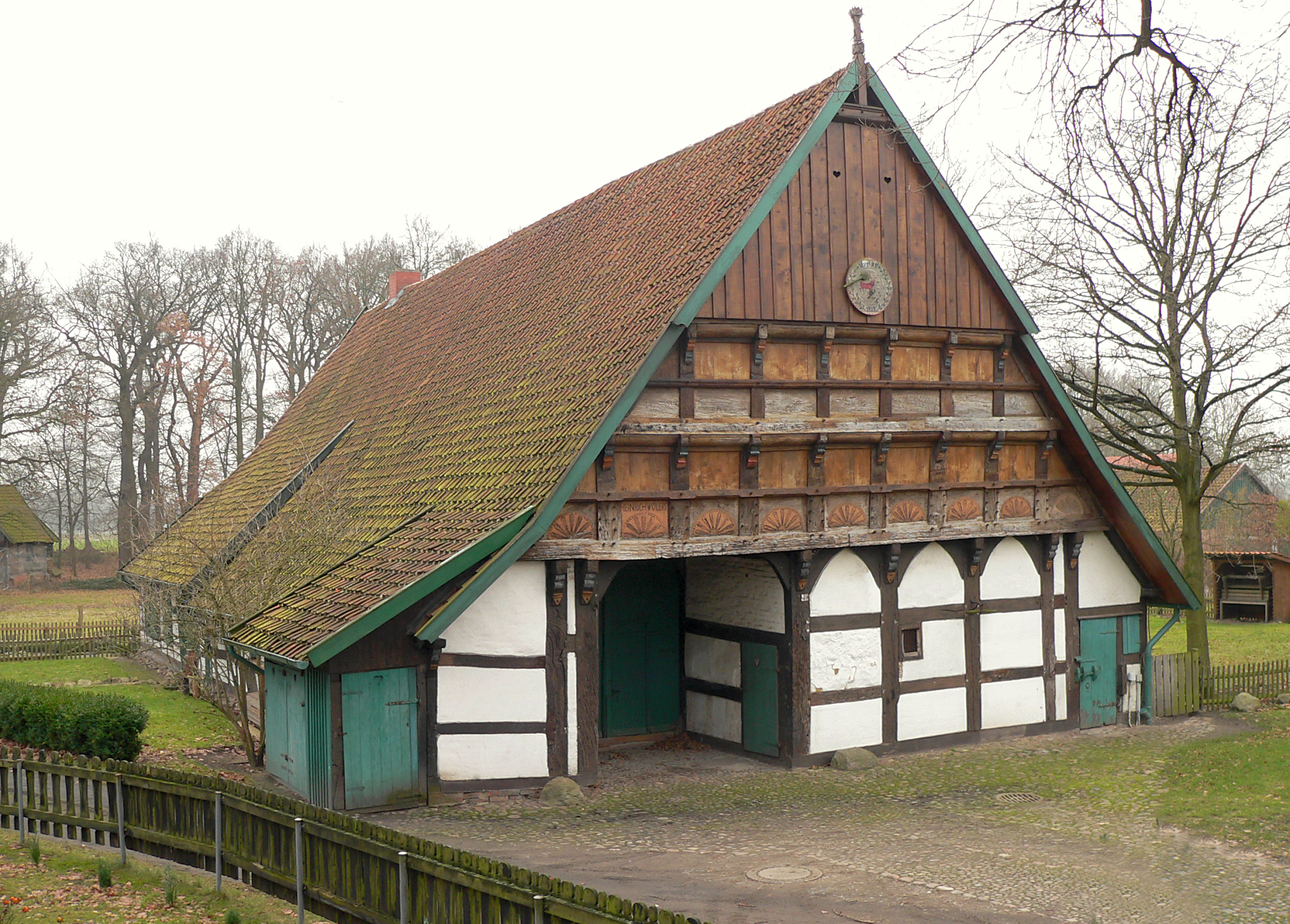
Hof der Familie Dusche in Isernhagen, heute „Nordhannoversches Bauernhaus Museum“

Wilhelm Dusche (* 21. September 1863 in Isernhagen; † 20. November 1947 ebenda) war ein deutscher Politiker der DVP.

## Leben und Beruf
Nach der Volksschule und einer Privatschule in Isernhagen besuchte Dusche, der evangelischen Glaubens war, ab 1878 das Ratsgymnasium in Hannover, wo er 1884 das Abitur ablegte. Im gleichen Jahr begann er ein Studium der evangelischen Theologie in Tübingen. Ein Semester später wechselte er nach Leipzig, brach das Studium dann aber ohne Abschluss ab. 1890 übernahm er den elterlichen Hof in Isernhagen.

## Abgeordneter
Dusche gehörte 1919/20 der Weimarer Nationalversammlung an. Anschließend war er bis 1924 Reichstagsabgeordneter. Er war außerdem Gemeindevertreter in Isernhagen, seit 1902 als Gemeindevorsteher.

## Ehrungen
Nach Dusche ist der Wilhelm-Dusche-Weg in seinem Heimatort Isernhagen benannt.